# Tetra diamantová
Tetra diamantová (Moenkhausia pittieri) je sladkovodní rybka náležející k početnému rodu Moenkhausia čeledi tetrovitých. Pojmenována byla po švýcarském přírodovědci a biologovi Henri Pittierovi.

## Popis
Tělo s vyšším hřbetem, oválovitě protáhlé a ze stran silně zploštělé. Zbarvení na hřbetě je stříbřitě šedavé s bělavým břichem. Boky jsou posety zelenkavými kovově blýskavými skvrnkami (šupinkami), které dali české jméno tomuto druhu. Ploutve jsou čiré až mírně šedé a jsou bíle lemované. Horní třetina oční duhovky je jasně červená.
Starší jedinci mají vyšší trup a jejich hřbetní, řitní a břišní ploutve se třepenitě prodlužují. Vybarveni jsou potom svítivě stříbro šedě s modrobílým třpytem. Jednotlivé šupiny se zlatě, stříbrně, zeleně až měděně třpytivě lesknou. Celkové zbarvení při dopadajícím světle je nádherně stříbřitě lesklé v mládí mají rybky jednoduché modravě lesklé zbarvení.
V přírodním prostředí se živí malými plovoucími korýši, hmyzem a jejich larvami. Dorůstají délky až 6 cm.
- Samička je menší a plnější v bříšku a je méně výrazně zbarvená, řitní ploutev má poněkud vykrojenou a bledšího zbarvení.
- Sameček má ploutve silněji vyvinuté, obzvláště hřbetní ploutev, jež je srpovitě protažena. Samečci na sebe dovádivě dorážejí.

## Rozšíření
Pochází z Jižní Ameriky a přirozenými lokalitami výskytu jsou jezero Valencia a povodí jeho přítoků, řeky Rio Cabriales, Rio la Delicias, Rio Tuy a dále Rio El Concejos ve Venezuele.

## Chov
- Kyselost: pH 6,0 - 7,0
- Tvrdost: 3 - 12 dGH
- Teplota: 22 - 28 °C

Tetra diamantová je čilá hejnová na péči nepatrně náročnější ryba. Nádrž volíme střední velikosti, dobře zarostlou, ale s volným prostorem pro plavání. Voda polotvrdá a slabě kyselá. Chování rybek souvisí s jejich počtem. Nejsou-li rybky chovány v houfu nebo ve společnosti jiných ryb stávají se plachými. Ve velkém hejnu lépe vynikne jejich třpytivá barva. Tmavší pozadí a tmavší pokrytí dna vč. plovoucí zeleně dávají barvě ryb lépe vyniknout, zejména při slabším osvětlení. Vodu nutno udržovat v čistotě. Jako většina tetrovitých je to nenáročná společenská rybka vhodná do společnosti velikostně a povahově podobných nejen tetrovitých ryb. Zdržuje se převážně ve střední a horní části nádrže.V potravě nejsou náročné, je však třeba je vydatně krmit. Přijímá jakoukoliv potravu. Jako většina tetrovitých je všežravec - potravou jsou nitěnky, roupice, pakomáří larvy a tzv. patentky, koretry, perloočky, dafnie, buchanky, (a to i mražené, apod.) a suché vločkové krmivo. Dožívá se až 5 roků a dorůstá délky až 6 cm.

## Rozmnožování
Pro odchov volíme nádrž menší až střední velikosti s délkou do 50 cm. Voda normální až polotvrdá odstátá, slabě kyselá (cca 6.8pH) s teplotou kolem 26 °C a s množstvím jemnolistých rostlin. Chovný pár přelovíme večer. Ke tření dochází v jemnolistých rostlinách obvykle v časných ranních hodinách. Ryby požírají svoje jikry, proto chovný pár po vytření neprodleně odlovíme. Z jednoho tření bývá až 500 jiker. Potěr se líhne při teplotě 25-28 °C po 30 až 60 hodinách. Po rozplavání začíná přijímat jemnou živou potravu (krmí se mikrami a jednobuněčnými živočichy, např. trepkami) apod. Potěr je plachý a první období po rozplavání se skrývá a je v prvních týdnech poněkud choulostivý na přelovování, proto se jen doporučuje častá, ale jen částečná výměna vody. Při vydatném jemném krmení živou potravou roste plůdek poměrně rychle. Nádrž musí být zastíněná.
Podmínkou úspěšného odchovu u veškerého potěru je úzkostlivá čistota v chovné nádrži. K doplňování vody je lépe použít vodu z chovného akvária, nebo starou odstátou a převařenou, nikdy ne čerstvou vodovodní.

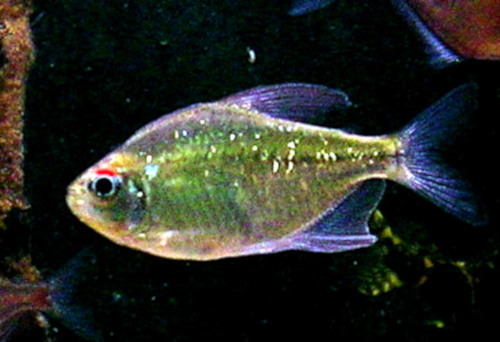
Tetra diamantová (Moenkhausia pittieri)